# Коваль, Николай Николаевич
Николай Николаевич Коваль — советский хозяйственный, государственный и политический деятель.

## Биография
Родился в 1928 году в небольшом хуторе вблизи деревни Прокисель Холмечского сельсовета. Член КПСС.
С 1944 года — на хозяйственной, общественной и политической работе. В 1944—2009 гг. — сеяльщик, работник конной сенокосилки, жатки-самокидки, машинист молотилки, сварщик Холмечской МТС, красноармеец, сельхозмеханик в Холмечской МТС, освобожденный секретарь парторганизации Холмечской МТС, слушатель Могилевской советско-партийной школы, секретарь парткома колхоза «Чырвоны сцяг», инструктор Речицкого горкома КПБ, председатель колхоза «XXI съезд КПСС» Речицкого района Гомельской области.
Избирался депутатом Верховного Совета Верховного Совета Белорусской ССР 12-го созыва. Делегат XXV съезда КПСС.
Умер в Речице в 2013 году.